# 甘露醇鹽瓊脂

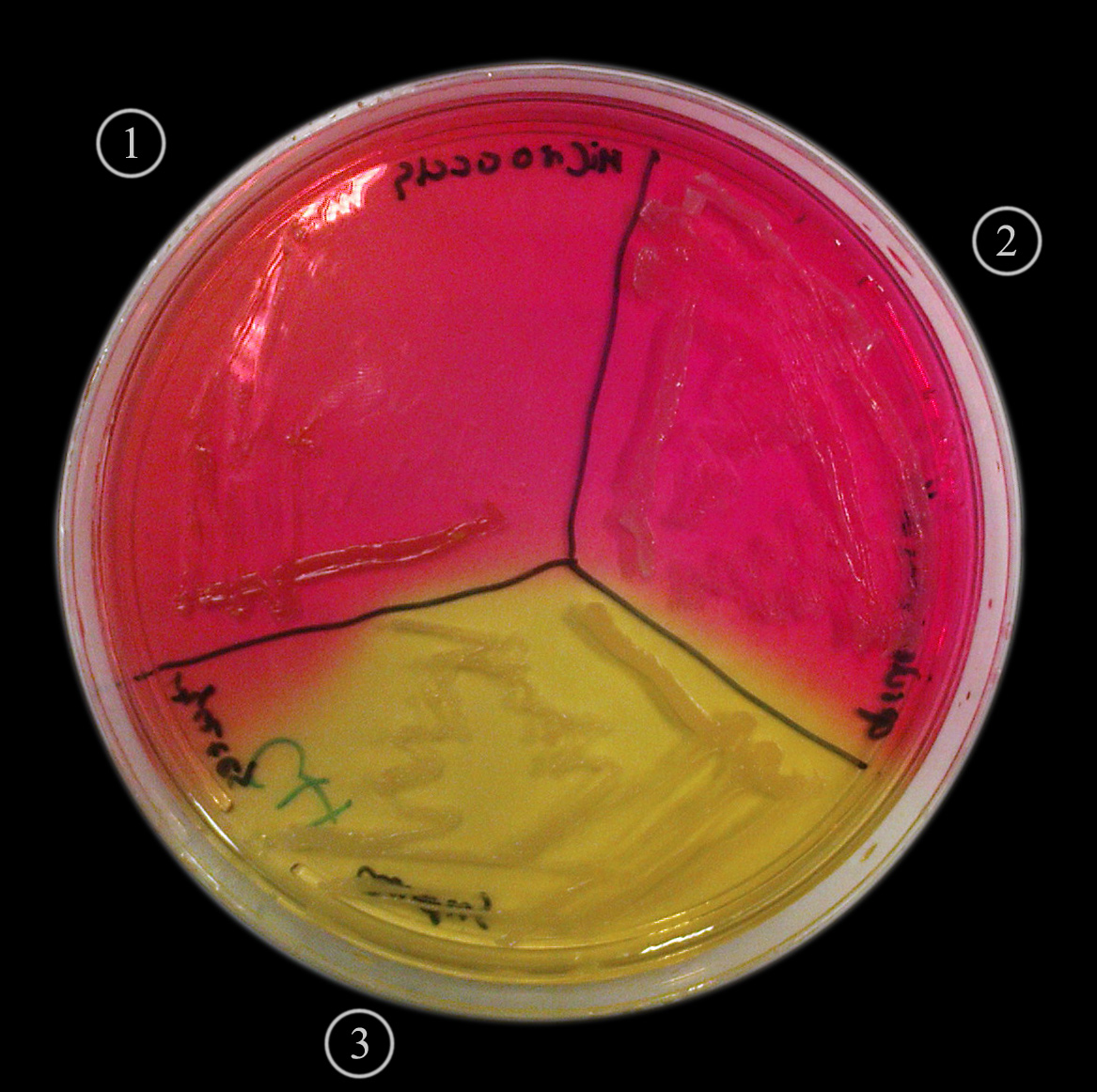
MSA碟與 Micrococcus sp. (1), Staphylococcus epidermis (2) 和 S. aureus (3) 菌株

甘露醇鹽瓊脂（Mannitol salt agar）簡稱MSA，為繁殖細菌的一種營養份，一般容於培养皿，此營養份含較高的鹽分（7.5～10% NaCl），因此對於喜好鹽成份的細菌例如葡萄球菌（Staphylococcus）的繁殖最佳。而葡萄球菌之外的細菌的生長多半被抑制。
甘露醇鹽瓊脂內含指示劑酚紅（Phenol red），會因酸鹼值（pH）而改變顏色。可以酵解甘露醇（Mannitol）成分的細菌，其菌落周圍將形成黃色。其中金黃色葡萄球菌（S. aureus）能酵解甘露醇，培養基發生改變﹝如圖﹞。

## 可以繁殖的細菌
可以在甘露醇鹽瓊脂上繁殖的細菌如 Staphylococcus epidermidis, Staphylococcus aureus 和 Staphylococcus saprophyticus，等等。